# Brarup
Brarup (dansk) eller Braderup (tysk) er en landsby og kommune beliggende cirka 8 kilometer syd for den dansk-tyske grænse ved gestranden i Sydslesvig. Administrativt hører kommunen under Nordfrislands kreds i den tyske delstat Slesvig-Holsten. Til kommunen hører Brarup, Brarup Mark og Overskov (Overschau). Kommunen samarbejder på administrativt plan med andre kommuner i omegnen i Sydtønder kommunefællesskab (Amt Südtondern). Brarup er sogneby i Brarup Sogn. Sognet lå i den danske tid indtil 1864 i Kær Herred (Tønder Amt).
Brarup er første gang nævnt 1330 (Dipl. Flensb.). Stednavnet henføres til gada. bra for en skråning. På jysk udtales byen Brarp eller Brarup. 
Arealet er overvejende fladt gestland med enkelte hede- og skovstrækninger, i vest grænser kommunen til Gudskogen. Byen selv ligger historisk på den jyske gest, men få kilometer vest for byen begynder allerede det nordfrisiske område (Utlande).
Syd for landsbyen blev der 2005 oprettet et borgervindmøllepark. Der er to biogasanlæg i kommuneområdet.